# 科赫曲線

科赫曲線

科赫雪花

生成過程

科赫曲線（英語：Koch curve）是一種。其形態似雪花，又稱科赫雪花（Koch snowflake）、科赫星（Koch star）、科赫島（Koch island）或雪花曲線（Snowflake curve）。其豪斯多夫維是{\displaystyle \log 4/\log 3}。
它最早出現在瑞典數學家海里格·冯·科赫（Niels Fabian Helge von Koch）的論文《關於一條連續而無切線，可由初等幾何構作的曲線》（1904年）。
科赫曲線是de Rham曲線的特例。
給定線段AB，科赫曲線可以由以下步驟生成：
1. 將線段分成三等份（AC,CD,DB）
2. 以CD為底，向外（內外隨意）畫一個等邊三角形DMC
3. 將線段CD移去
4. 分別對AC,CM,MD,DB重複1~3。

科赫雪花是以等邊三角形三邊生成的科赫曲線組成的。科赫雪花的面積是 {\displaystyle {\frac {2{\sqrt {3}}(s^{2})}{5}}}，其中{\displaystyle s}是原來三角形的邊長。每條科赫曲線的長度是無限大，它是連續而無處可微的曲線。

## 記錄
以L系統：
字符 : F
常數 : +, −
公理 : F++F++F
規則:
F → F−F++F−F
- F ：向前
- - ：左轉60°
- + ：右轉60°

## logo源碼
```
rt 30 koch 100.

 to koch :x
   repeat 3 [triline :x rt 120]
 end
 to triline :x
   if :x < 1 [fd :x] [triline :x/3 lt 60 triline :x/3 rt 120 triline :x/3 lt 60 triline :x/3]
 end
```